# Csépán István
Györgyfalvi  Csépán István (Révkomárom, 1760. május 2. – Somogyjákó, 1830. február 13.) jogász, ügyvéd, Somogy vármegye főügyésze, a Belső-Somogyi Református Egyházmegye gondnoka, több megye táblabírája, költő, szabadkőműves.

## Élete és munkái
Zala vármegyei ősrégi nemesi család sarja Györgyfalváról (ma Győrfalva, Zalabaksa része), akik a törökök elől előbb a Vas vármegyei Senyeházára, majd onnan Veszprém illetve Komárom vármegyébe húzódtak. Az ősök a nyugati határszélen szolgálatot teljesítő székely határőrök közül kerültek ki, akiknek IV. László 1286-ban nemesi kiváltságokat adományozott, majd  I. Károly magyar király 1327-ben megerősített, egyszersmind az országos nemesek közé emelve ezen családokat. 
Csépán János komáromi rektor, kereskedő és Bódéi Boday Julianna fia volt. Csépán Istvánnak Hültl Annától született fiával, Csépán Antal Lajos Móric (1808-1903) Somogy vármegyei alispánnal, a Belső-Somogyi Református Egyházmegye gondnokával fiágon kihalt a Györgyfalvi Csépán-család ezen ága (Csépán Antal felesége nemes Tóth-Pápay Apollónia volt, Tóth-Pápay Józsefnek, a Dunántúli Református Egyházkerület püspökének és Székely Ilonának a leánya).
Öccse, Csépán János a Pápai Református Kollégium rektora volt 1786-1790-ig, azután a Somogy vármegyei Nagybajom, majd Hedrehely gyülekezetének lelkésze lett, ahol 44 évesen, 1805-ben elhunyt. Feleségül vette 1789-ben Szentgyörgyvölgyi Szép Máriát - Szentgyörgyvölgyi Szép János egyházasrádóci lelkésznek Kenesei Kenessey Sárától született leányát -, akitől utószülött leányának, Csépán Erzsébetnek a keresztszülei Nadasdi Sárközy István somogyi alispán, valamint Pálóczi Horváth Ádám költő voltak, feleségeikkel.
Nagynénje, Csépán Julianna (1718-1765) Sajókeresztúri Tuba Istvánnak (1702-1763) lett a felesége, aki szintén a Pápai Református Kollégium rektora volt 1732-1735-ig, majd a szentkirályszabadjai gyülekezet lelkésze lett, azután 1749-ben a Veszprémi Református Egyházmegye esperesévé választották, melyet haláláig betöltött (fiuk, ifj. Tuba István (1734-1798) szentgáli lelkész Szentgyörgyvölgyi Szép Erzsébetet vette feleségül, aki a fentebb említett Szentgyörgyvölgyi Szép János egyházasrádóci lelkész húga volt).

Csépán István nyomtatásban megjelent munkái:
- Zrini Miklós, avagy Szigetvárnak veszedelme. Egy historiai szomorú-játék 3 felv. Werthesz Kelemen után németből ford. Gy. Cs. I. Komárom, 1790. (Először 1793. aug. 20. adták elő.)
- Szerencsét kivánó versek a magyarokhoz. (Komárom), 1790. félív.
- Szomorú beszéd és hazafiúi gondolatok a második József római császár sírja fölött báró Trenck Fridrik után németből ford. Gy. Cs. I. hely n., 1790.

Versei németből fordítva Kazinczy Orpheusában (1790.) jelentek meg.